# Seasons of the Black
Seasons of the Black je dvacáté třetí studiové album německé heavymetalové hudební skupiny Rage. Vydáno bylo 28. července 2017 vydavatelstvím Nuclear Blast. Album produkoval a smíchal švédský hudebník Dan Swanö. Kromě nových písní skupina jako bonus nahrála šest skladeb z alba Prayers of Steel (1985), které vydala ještě v době, kdy vystupovala pod jménem Avenger.
V rámci podpory desky je na začátek roku 2018 plánováno evropské turné, během něhož bude Rage předskakovat kapela Firewind. Tyto dvě skupiny plánují vystoupit také v Česku, konkrétně odehrají koncerty v Praze a ve Zlíně.

## Seznam skladeb
Všechny skladby napsal(i) Rage. 
| Pořadí         | Název                 | Délka |
| -------------- | --------------------- | ----- |
| 1.             | Season of the Black   | 4:55  |
| 2.             | Serpents in Disguise  | 4:13  |
| 3.             | Blackened Karma       | 4:38  |
| 4.             | Time Will Tell        | 5:04  |
| 5.             | Septic Bite           | 4:20  |
| 6.             | Walk Among the Dead   | 4:05  |
| 7.             | All We Know Is Not    | 4:20  |
| 8.             | Gaia                  | 1:02  |
| 9.             | Justify               | 6:09  |
| 10.            | Bloodshed in Paradise | 5:39  |
| 11.            | Farewell              | 7:21  |
| Celková délka: | Celková délka:        | 51:46 |

| Bonusové CD    | Bonusové CD         | Bonusové CD |
| Pořadí         | Název               | Délka       |
| -------------- | ------------------- | ----------- |
| 1.             | Adoration           | 3:32        |
| 2.             | Southcross Union    | 3:43        |
| 3.             | Assorted by Satan   | 4:22        |
| 4.             | Faster than Hell    | 3:16        |
| 5.             | Sword Made of Steel | 5:16        |
| 6.             | Down to the Bone    | 4:12        |
| Celková délka: | Celková délka:      | 24:21       |

## Sestava
- Peavy Wagner – zpěv, baskytara
- Marcos Rodriguez – kytara
- Vassilios Maniatopoulos – bicí

Technická podpora
- Dan Swanö – producent, mixing, mastering
- Karim König – přebal alba